# Gnophos pelengi
Gnophos pelengi är en fjärilsart som beskrevs av Brandt 1938. Gnophos pelengi ingår i släktet Gnophos och familjen mätare. Inga underarter finns listade i Catalogue of Life.